# Galestown (Maryland)
Galestown es un pueblo ubicado en el condado de Dorchester en el estado estadounidense de Maryland. En el año 2010 tenía una población de 138 habitantes y una densidad poblacional de 690 personas por km².

## Geografía
Galestown se encuentra ubicado en las coordenadas 38°34′0″N 75°42′56″O / 38.56667, -75.71556.

## Demografía
Según la Oficina del Censo en 2000 los ingresos medios por hogar en la localidad eran de $31.250 y los ingresos medios por familia eran $37.917. Los hombres tenían unos ingresos medios de $24.375  frente a los $40.250 para las mujeres. La renta per cápita para la localidad era de $18.828. Alrededor del 6,9% de la población estaba por debajo del umbral de pobreza.